# Les Lanciers noirs
Pour plus de détails, voir Fiche technique et Distribution.
Les Lanciers noirs (titre original : I lancieri neri) est un film franco-italien de Giacomo Gentilomo sorti en 1962.

## Synopsis
En 1287, un tournoi est organisé à Kharkov. Le prince Sergio de Tula s'y rend avec ses lanciers noirs pour y participer. Il se retrouve face à son frère Andrea...

## Fiche technique
- Titre original : I lancieri neri
- Réalisation : Giacomo Gentilomo
- Scénario : Ottavio Alessi, Ugo Guerra, Luciano Martino et Ernesto Gastaldi (non crédité)
- Directeur de la photographie : Raffaele Masciocchi
- Musique : Mario Nascimbene
- Décors : Kosta Krivokapic
- Production : Jone Tuzi
- Genre : Film d'aventure, Drame
- Pays de production :  France,  Italie
- Durée : 97 minutes
- Date de sortie :
- Format : Scope eastmancolor
  - Italie : 31 août 1962
  - France : 14 septembre 1962

## Distribution
- Mel Ferrer (VF : Jean-Claude Michel) : Andrea (André en VF)
- Yvonne Furneaux : Jassa
- Letícia Román : Mascia
- Lorella De Luca : Samal
- Jean Claudio : Prince Sergio (Serge en VF) de Tula
- Annibale Ninchi (VF : Richard Francœur) : Prince Nikiev
- Franco Silva : Gamul
- Nando Tamberlani (it) : Roi Stefano III
- Mirko Ellis (VF : Michel Gudin) : un membre du conseil